# 李申学
李申学（1950年8月—），男，汉族，河北乐亭人，中华人民共和国政治人物，副总警监，曾任中共吉林省委常委、省委政法委书记，吉林省公安厅厅长、党委书记，吉林省政协副主席。